# 盐溶液
在日常用語的鹽溶液爲氯化鈉，故通常指濃氯化鈉溶液。
在化学上，可以爲其他溶质为盐的溶液。在化学上通常用符号aq表示。
例如：
- 硫酸亚铁溶液，FeSO4(aq)
- 硫酸铜溶液，CuSO4(aq)
- 硫酸铝溶液，Al2(SO4)3(aq)